# Storożewskije Chutora
Storożewskije Chutora (ros. Сторожевские Хутора) – wieś (sieło) w Rosji, w obwodzie lipieckim, w rejonie usmańskim. W 2010 liczyła 563 mieszkańców, wśród których 530 zadeklarowało narodowość rosyjską, 5 ukraińską, 6 białoruską, 3 czeczeńską, 4 lezgińską, 6 azerską, a 3 osoby nie wskazały żadnej.